# Moçambiquesporrgök
Moçambiquesporrgök (Centropus burchellii) är en fågel i familjen gökar inom ordningen gökfåglar.

## Utbredning och systematik
Moçambiquesporrgök delas upp i två underarter:
- C. b. fasciipygialis – förekommer från östra Tanzania till östra Zimbabwe och Moçambique
- C. b. burchellii – förekommer i södra Malawi, södra Zimbabwe, södra Zambia, östra Botswana och Sydafrika

Fågeln kategoriserades tidigare som del av vitbrynad sporrgök (C. superciliosus) och vissa gör det fortfarande.

## Status
IUCN erkänner den inte som art, varför den inte placeras i någon hotkategori.

## Namn
Fågelns vetenskapliga namn är en hyllning till William John Burchell (1781-1863), brittisk naturforskare, samlare och upptäcktsresande i Sydafrika 1811-1815. Tidigare kallades den moçambiquesporrgök även på svenska, men tilldelades 2024 ett mer informativt namn av BirdLife Sveriges taxonomikommitté.